# Алієв Вагіф Ахмедович
Алієв Вагіф Ахмедович (нар. 13 червня 1959, Ашгабат, Туркменська РСР) — український бізнесмен. Власник кількох торговельних центрів та житлових комплексів, співвласник компанії KAN. 2019 року посідав № 18 за статками серед українців за версією НВ та Dragon Capital.

## Життєпис
Народився 13 червня 1959 року в Ашхабаді. 1986—1988 — служив у армії, потім торгував парфумами та автодеталями. Наприкінці 1980-х створив у Ашгабаті мережу з продажу газованої води. На початку 1990-х переїхав до України, де з Ігорем Ніконовим, Володимиром Крапівіним і Ігорем Бакаєм займався бартерними поставками туркменського газу. З 1995 року працював у компанії Інтергаз.
2000 — заснував девелоперську компанію «Мандарин плаза». 2001 — із Володимиром Крапівіним та Ігорем Ніконовим заснував девелоперську компанію «KAN» (від перших літер прізвищ Крапивін, Алієв, Ніконов). Першим проектом компанії у Києві став торговий центр Мандарин-Плаза на Бессарабці — його збудували 2003 року.
2005 — закінчив Херсонський інститут бізнесу та права.
2006 — будівельний бізнес розділили: активи Алієва переєстрували на компанію Мандарин-Плаза, Ніконов створив компанію KAN Development.
З 2007 — консул РФ у Чернігові та області.
2016 — Алієв викупив частку Дмитра Фірташа (50 %) у бізнес-центрі Парус, погасивши борг компанії Фірташа в $50 млн.
2018 — продав БЦ Парус Вадиму Столару.

## Статки
2018 року видання Фокус оцінило статки Алієва у $570 млн.

## Нагороди
- орден «За заслуги» І ст. (22 січня 2014)[9];
- орден «За заслуги» ІІ ст. (1 грудня 2011)[10][11];
- орден «За заслуги» III ст. (18 серпня 2009)[12];

- орден князя Ярослава Мудрого V ст. (8 листопада 2004)[13];

## Сім'я
Одружений. Виховує двох доньок: Нателлу Крапивіну та Аліну Алієву.[неавторитетне джерело]